# Miss Warmii i Mazur
Miss Warmii i Mazur – najstarszy regionalny konkurs piękności organizowany od 1990 roku w województwie warmińsko-mazurskim przez Belvedere. Symbolami panującej miss jest złota korona wysadzana czerwonymi i białymi kamieniami oraz szarfa ze złota lamówką.

## Historia
Konkurs rozgrywany jest nieprzerwanie od 1990 roku.
Od 2010 roku wprowadził organizację zgrupowań przed galami finałowymi. Od 2014 roku konkurs otrzymał trzy razy z rzędu nagrodę dla najlepszego konkursu regionalnego w Polsce. Od 2014 roku zwyciężczyni w nagrodę otrzymuje samochód osobowy, nagrodę pieniężną lub bezpośredni wyjazd na konkurs międzynarodowy.

## Sukcesy laureatek Miss Warmii i Mazur
Wybrane sukcesy laureatek w Polsce i za granicą:
- 23 września 2007 roku piętnastoletnia Magdalena Krzywda z Lidzbarka Warmińskiego została Miss Polski Nastolatek 2007[3]
- 21 stycznia 2007 roku 21-letnia Ewa Wasilewska Miss Warmii i Mazur 2006 została III Wicemiss Polski[4].
- Od 2012 do 2016 roku w ogólnopolskim konkursie Bursztynowa Miss Polski zwyciężały laureatki Miss Warmii i Mazur: Karolina Skwarska[5], Katarzyna Gajewska[6], Aleksandra Grysz[7], Karolina Sosnowska[8], Sandra Orłowska[9][10].
- 30 listopada 2014 roku Katarzyna Gajewska została I Wicemiss w konkursie Miss Fashion Poland 2014 rozgrywanym w Rzgowie k. Łodzi[11]. Olsztynianka awansowała również do TOP 10 Miss Polski 2014[12].
- 4 grudnia 2015 roku w Krynicy-Zdroju Magdalena Bieńkowska (zwyciężczyni konkursu Miss Warmii i Mazur 2015) została wybrana najpiękniejszą Polką zakładając koronę Miss Polski 2015[potrzebny przypis].
- 14 listopada 2016 roku Izabella Krzan (III Wicemiss Warmii i Mazur 2014[13], Miss Nastolatek Warmii i Mazur 2011[14]) zdobyła tytuł Miss Polonia 2016[15].
- 4 grudnia 2016 roku w Krynicy Górskiej I vicemiss Warmii i Mazur Urszula Jankowska została II vicemiss Polski[16].
- 6 września 2018 roku w Warszawie Aleksandra Grysz (zwyciężczyni konkursu Miss Warmii i Mazur 2017) wygrała w ogólnopolskiej edycji konkursu Miss Earth Poland 2018[17] i zdobyła kwalifikacje na ogólnoświatowy finał w Manili na Filipinach[18].

## Zwyciężczynie konkursu
| Rok  | Zdjęcie | Miss Warmii i Mazur    | Miejscowość   | Miejsce rozgrywania konkursu           |
| ---- | ------- | ---------------------- | ------------- | -------------------------------------- |
| 2018 |         | Karolina Wasilewska    | Morąg         | Olsztyn, Powiat olsztyński, Polska     |
| 2017 |         | Aleksandra Grysz       | Iława         | Olsztyn, Powiat olsztyński, Polska     |
| 2016 |         | Monika Ciołkowska      | Olsztyn       | Sułowo, Powiat bartoszycki, Polska     |
| 2015 |         | Magdalena Bieńkowska   | Mikołajki     | Olsztyn, Powiat olsztyński, Polska     |
| 2014 |         | Katarzyna Gajewska     | Olsztyn       | Iława, Powiat iławski, Polska          |
| 2013 |         | Klaudia Wronowska      | Gołdap        | Olsztyn, Powiat olsztyński, Polska     |
| 2012 |         | Natalia Szewczak       | Olsztyn       | Orzysz, Powiat piski, Polska           |
| 2011 |         | Katarzyna Bytyńska     | Olsztyn       | Orzysz, Powiat piski, Polska           |
| 2010 |         | Jolanta Fedorowicz     | Golub-Dobrzyń | Bartoszyce, Powiat bartoszycki, Polska |
| 2009 |         | Sandra Sulej           | Olsztyn       | Iława, Powiat iławski, Polska          |
| 2008 |         | Aneta Rudzińska        | Giżycko       | Olsztyn, Powiat olsztyński, Polska     |
| 2007 |         | Monika Kościuszkiewicz | Biskupiec     | Olsztyn, Powiat olsztyński, Polska     |
| 2006 |         | Ewa Wasilewska         | Suwałki       | Olsztyn, Powiat olsztyński, Polska     |
| 2005 |         | Magdalena Zalewska     | Olsztyn       | Iława, Powiat iławski, Polska          |
| 2004 |         | Marta Rurka            | Olsztyn       | Mrągowo, Powiat mrągowski, Polska      |
| 2003 |         | Alicja Gąsior          | Mrągowo       | Mrągowo, Powiat mrągowski, Polska      |
| 2002 |         | Anna Moszczyńska       | Olsztyn       |                                        |
| 2001 |         | Anna Parzych           | Mrągowo       |                                        |
| 2000 |         | Paulina Wodzikowska    | Kętrzyn       |                                        |
| 1999 |         | Emilia Raszyńska       | Szczytno      |                                        |
| 1998 |         | Małgorzata Wojtkiewicz | Dobre Miasto  |                                        |
| 1997 |         | Iwona Gruszczewska     | Mrągowo       |                                        |
| 1996 |         | Agnieszka Mierzejewska | Mrągowo       |                                        |